# Fejér (historisch comitaat)
Het comitaat Fejér  (Duits: Komitat Weißenburg) was een historisch comitaat in het westen van het koninkrijk Hongarije. Dit comitaat bestond vanaf de 13e eeuw tot 1950 in zijn historische context. Het huidige gelijknamige comitaat Fejér is iets groter en heeft er wat gebied rondom het Balatonmeer bijgekregen van het naburige comitaat Veszprém. Het gebied rondom Érd is onderdeel geworden het huidige aangrenzende comitaat Pest. Het gebied Solt was in de 17e eeuw al onderdeel geworden van het historische oostelijke buurcomitaat Pest-Pilis-Solt-Kiskun.
In het comitaatswapen is de Heilige Stefanus I van Hongarije te vinden die zijn kroon en andere tekenen van zijn waardigheid aanbiedt aan Maria en het heilige kind Jezus op haar arm. De reden hiervoor is dat tot de verovering van Hongarije door het Ottomaanse rijk in de 16e eeuw, vele Hongaarse Koningen en koninginnen in de Kathedraal van Székesfehérvár / Stuhlweißenburg ; gedoopt, gekroond, huwelijken voltrokken en begraven werden en deze plek door Koning Stefanus I van Hongarije zelf was uitgekozen, mede omdat dit de plek was, waar zijn voorvader Árpád ging houden van de Pannonische Vlakte of Karpatenbekken.

## Ligging

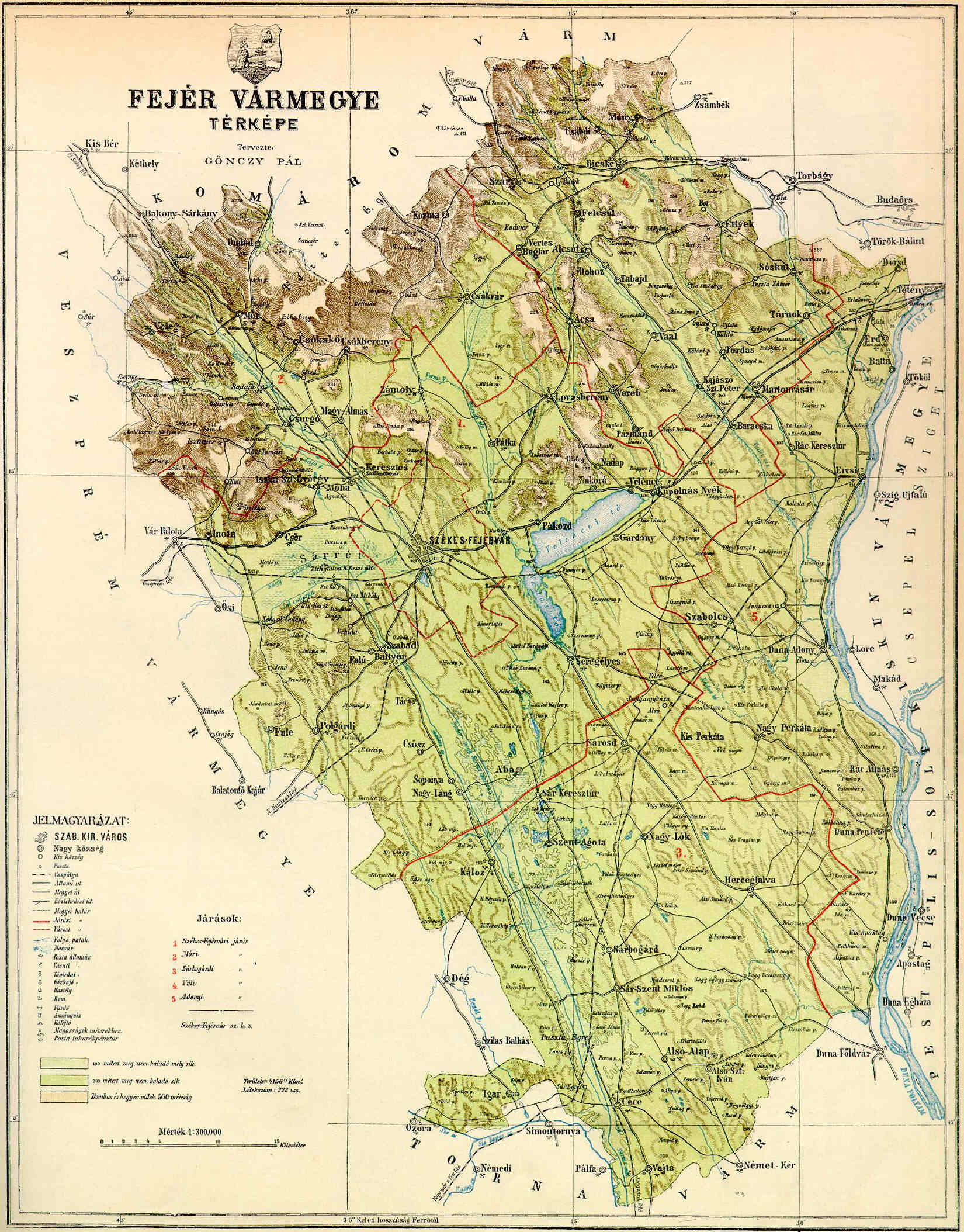
Kaart van het Comitaat Fejér in 1890

Het comitaat grensde aan de comitaten Veszprém, Komárom, Pest-Pilis-Solt-Kiskun en Tolna. De rivier de Donau begrensde het gebied aan de oostkant. Het had enigszins een glooiend landschap in het midden & zuiden en anderszins hier en daar geïsoleerde heuvellachtige landschapen in het noorden van het gebied. Het Velencemeer lag net benoorden het midden van het comitaat, net ten oosten van de comitaatshoofdstad Székesfehérvár / Stuhlweißenburg.

## Districten
| Stoeldistrict  | Hoofdplaats                      |
| -------------- | -------------------------------- |
| Adony          | Adony / Adam                     |
| Mór            | Mór / Moor                       |
| Sárbogárd      | Sárbogárd / Bochart              |
| Székesfehérvár | Székesfehérvár / Stuhlweißenburg |
| Vál            | Vál                              |
| Stadsdistrict  |                                  |
| Székesfehérvár | Székesfehérvár / Stuhlweißenburg |